# Tatra gyártmányú villamosok típusjelzései
A (PCC rendszerű) Tatra gyártmányú villamosok típusjelzései egyszerű szabályokat követtek, több betű és szám kombinációjával. A különféle korszerűsítések, átépítések jellemzően nem követték ezt a szabályt

## Szóló villamoskocsik
1. karakter

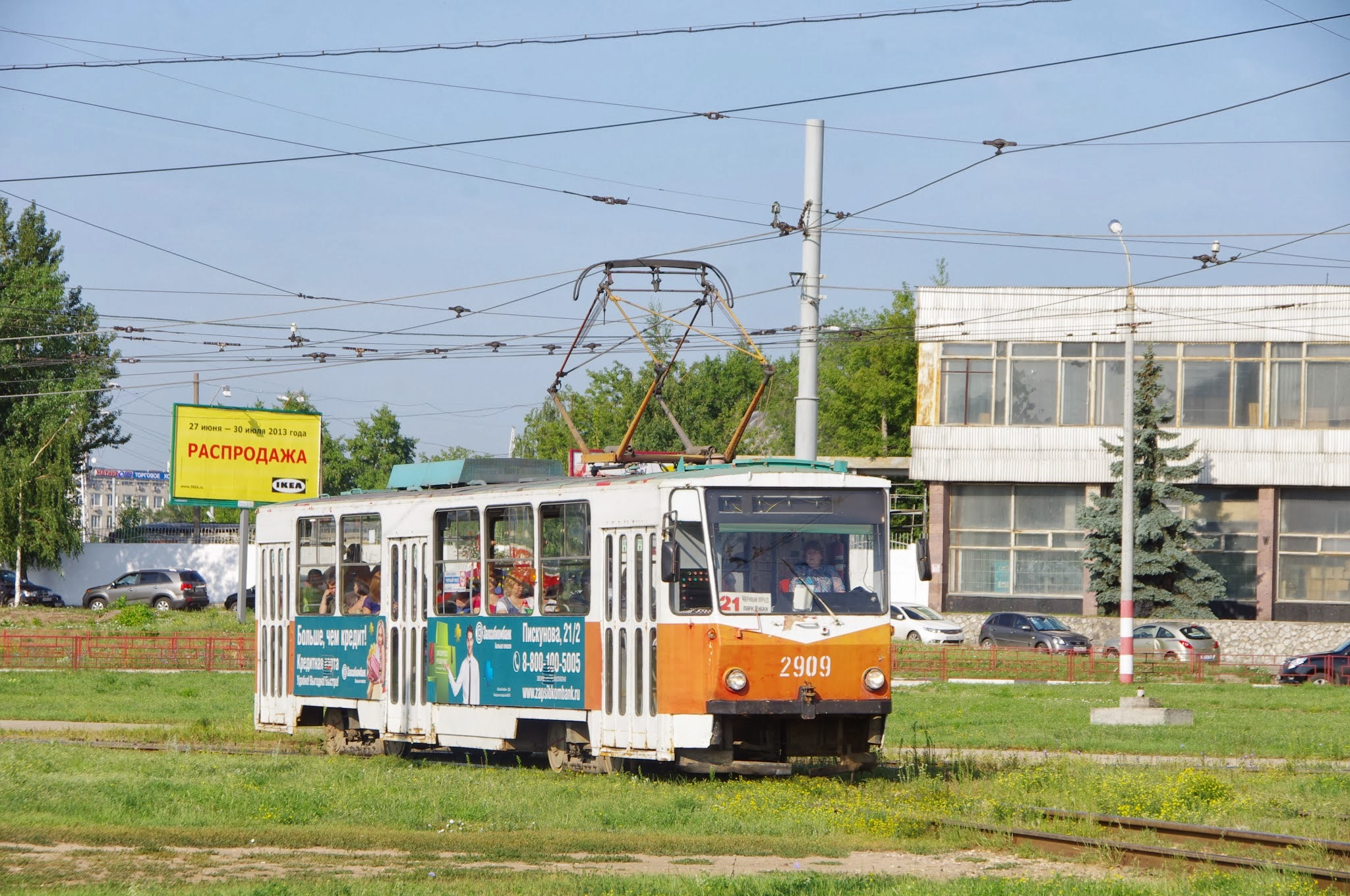
Tatra T6B5SU típusú villamos motorkocsi a Komszomolszkaja téren, Nyizsnyij Novgorodban, Oroszországban

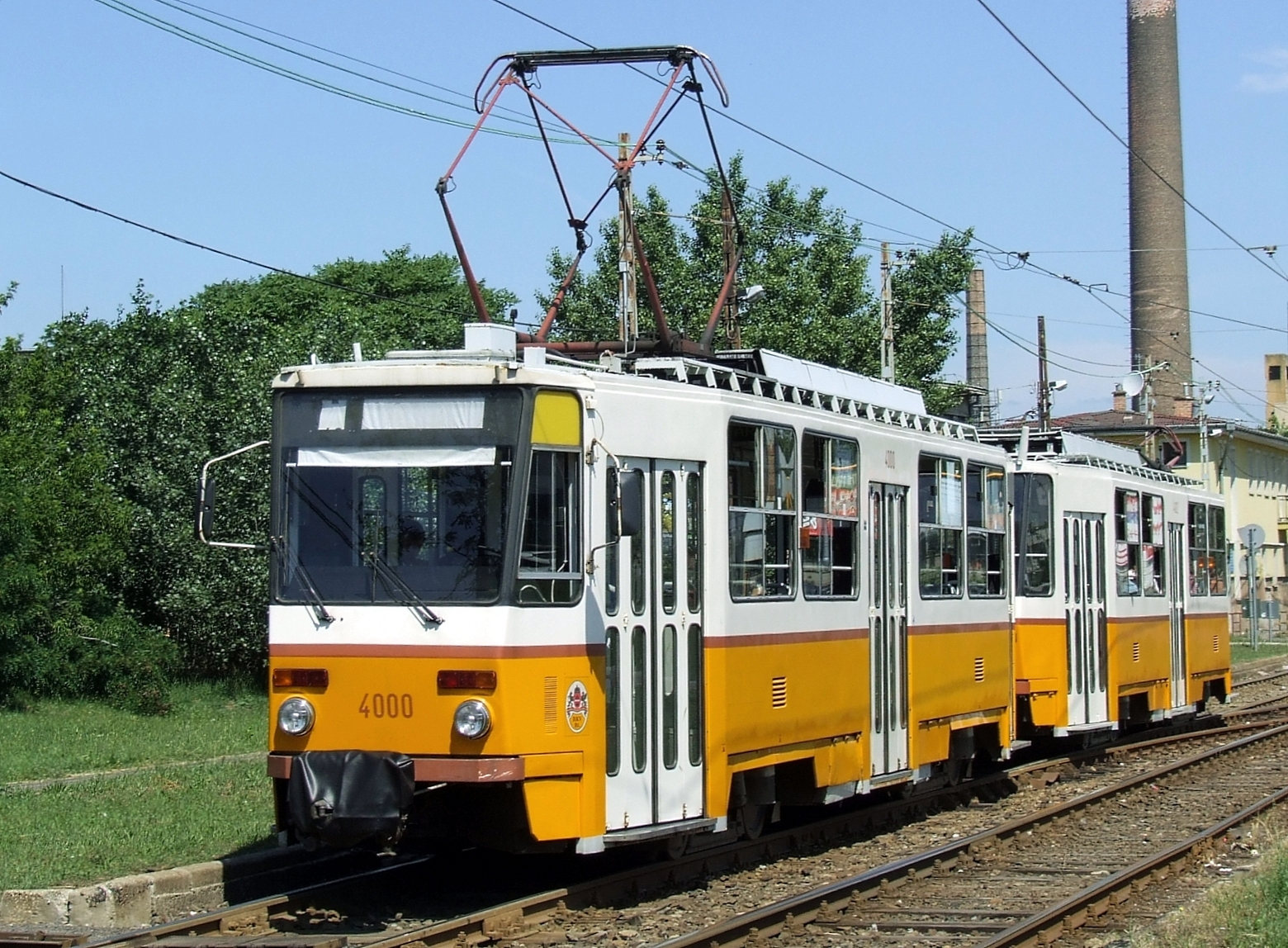
Tatra T5C5H típusú villamos motorkocsi Budapesten, Magyarországon

- T – négytengelyes villamos motorkocsi
- B – négytengelyes villamos pótkocsi

2. karakter
- típussorozat (generáció) számjegyei: 1 – 7

3. karakterBetű, amely jelzi az alváz forgócsapágyai közötti távolságot, és egyidejűleg azt, hogy villamoskocsi egy- vagy kétirányú:
- A = 6,7 m (egyirányú kocsi)
- B = 7,5 m (egyirányú kocsi)
- C = 6,7 m (kétirányú kocsi)
- D = 7,5 m (kétirányú kocsi)

4. karakter
A jármű szélessége:
- 2 = 2,2 m
- 5 = 2,5 m
- 6 = 2,6 m

5-6. karakter
Export változatok: B (Bulgária), D (NDK), H (Magyarország), K (Észak-Korea), R (Románia), SU (Szovjetunió), SUCS (a Szovjetunió számára módosított változat, csehszlovák közlekedési vállalatoknak szállítva), YU (Jugoszlávia). Ritkán használva volt a CS (Csehszlovákia) jelzés is.
Megjegyzések:
- A T3R típus esetében (1990-es évek közepe) az R a rekonstrukciót, a T3RF típusnál az RF az Orosz Föderációt (látszólag) jelenti.

- 1960-ig római számokat (pl. TI, TII és TIII) használtak a típussorozat jelzésére.

- A típusjelölés 3. és 4. karakterét csak az 1970-es évek közepén kezdték használni. A 3. karakter korábban az export változat (pl. T2SU) jelölése volt.

Példák:
- T6B5SU: négytengelyes villamos motorkocsi, 6. generáció, egyirányú (forgócsaptávolság 7,5 m), jármű szélessége 2,5 m, a Szovjetunió számára gyártották.
- T5C5H: négytengelyes villamos motorkocsi, 5. generáció, kétirányú (forgócsaptávolság 6,7 m), jármű szélessége 2,5 m, Magyarország számára gyártották.

## Csuklós villamoskocsik

### 1960-as évek
1. karakter

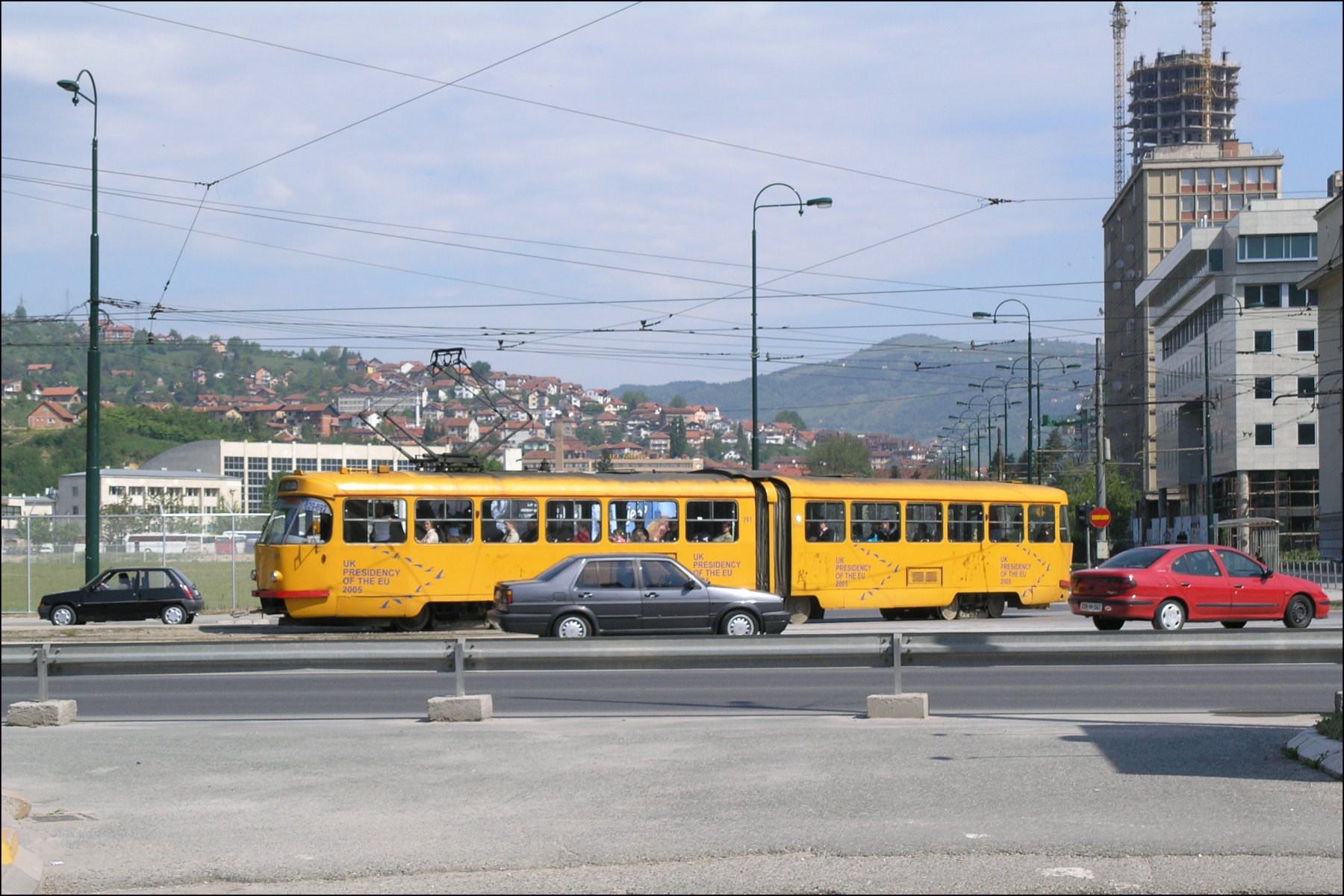
Tatra K2YU típusú villamos motorkocsi Szarajevóban, Bosznia-Hercegovinában

- K – hattengelyes csuklós (csehül: kloubový) villamos motorkocsi

2. karakter
- típussorozat (generáció) számjegyei: 1, 2 vagy 5

3. karakter
Exporttervezés: AR (Egyiptom), SU (Szovjetunió), YU (Jugoszlávia). Ritkán használva volt a CS (Csehszlovákia) is.
Példa:
- K2YU: hattengelyes csuklós villamos motorkocsi, Jugoszláviába tervezve

### 1970-es évektől az1990-es évekig
1. karakter

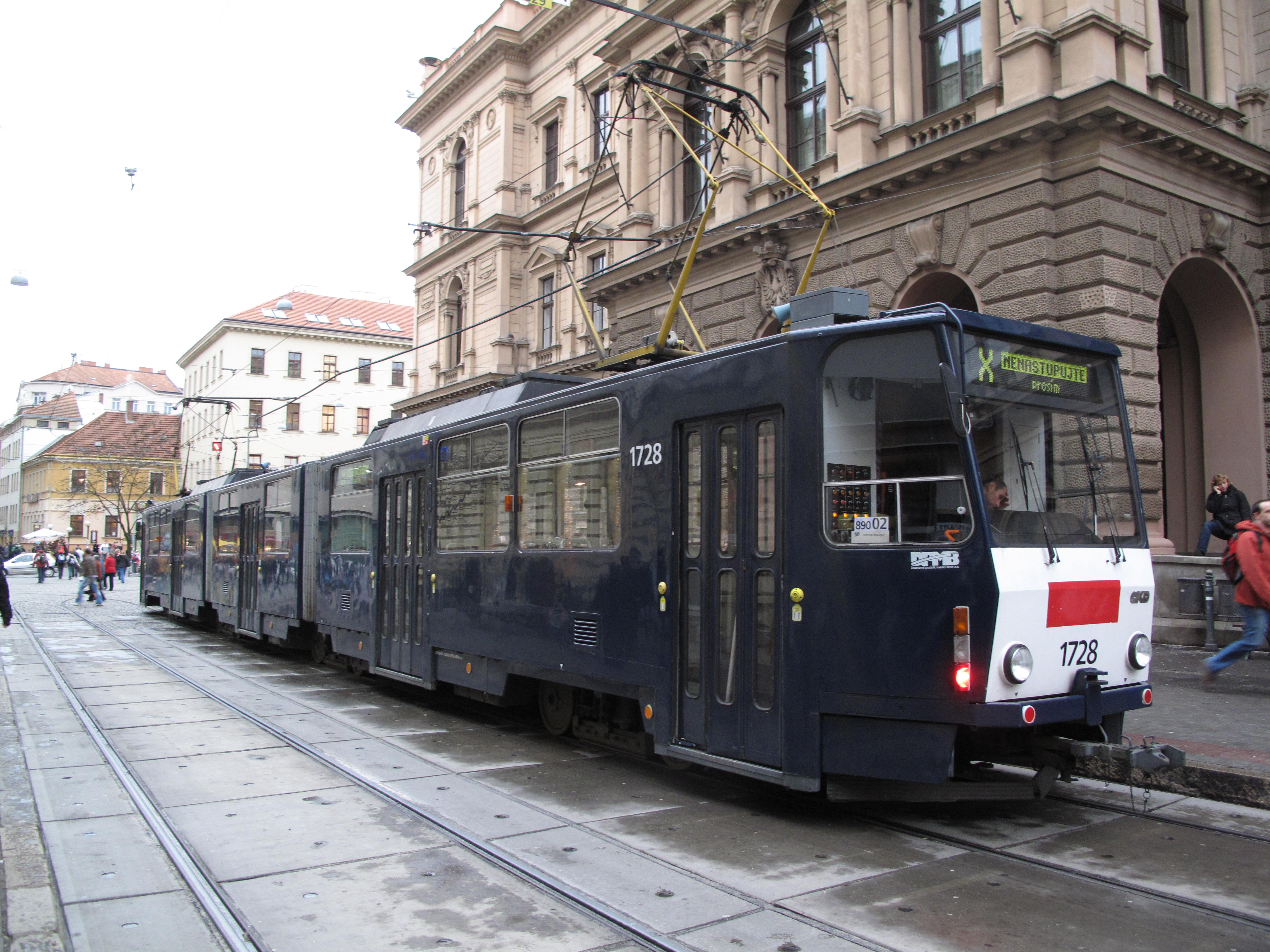
Tatra KT8D5SU típusú villamos motorkocsi Brnoban, Csehországban

- K – csuklós (csehül: kloubový) villamos motorkocsi
- R – nagysebességű (csehül: rychlodrážní) csuklós villamos motorkocsi

2. karakter
- T – villamos motorkocsi
- B – villamos pótkocsi

3. karakter
A tengelyek számát jelző számok: 4, 6 vagy 8
4. karakter
Betű, amely jelzi az alváz forgócsapágyai közötti távolságot, és egyidejűleg azt, hogy villamoskocsi egy- vagy kétirányú:
- A = 6,7 m (egyirányú kocsi)
- B = 7,5 m (egyirányú kocsi)
- C = 6,7 m (kétirányú kocsi)
- D = 7,5 m (kétirányú kocsi)

5. karakter
A jármű szélessége:
- 2 = 2,2 m
- 5 = 2,5 m
- 6 = 2,6 m

6. karakter
Exporttervezés: D (NDK), K (Észak-Korea), M (Manila – a Fülöp-szigetek fővárosa), SU (Szovjetunió), YU (Jugoszlávia). Ritkán használva volt a CS (Csehszlovákia) jelzés is.
N = alacsonypadlós (csehül nízkopodlažní) jármű
Megjegyzések:
- A típusmegjelölés 3. és 4. karakterét csak az 1970-es évek közepén kezdték használni. A 3. karakter korábban az export változat (pl. KT4SU) jelölése volt.

- Az RT6 típus (RT6N1 és RT6S; S = Siemens ) némileg eltér ettől a jelölési módszertől.

Példa:
- KT8D5SU – nyolctengelyes csuklós villamos motorkocsi, kétirányú (a forgócsapok távolsága 7,5 m), a jármű szélessége 2,5 m, a Szovjetunió számára tervezték